# Paul Bowles
Paul Frederic Bowles (Queens, 1910. december 30. –‎ Tanger, 1999. november 18.) amerikai zeneszerző, író, fordító. A marokkói Tanger városához kötődött, ahol 1947-ben telepedett le, és 52 évig, élete végéig élt.
A New York-i művelt középosztálybeli neveltetést követően, amelynek során megmutatkozott zenei és írói tehetsége, Bowles a Virginiai Egyetemen folytatta tanulmányait, majd az 1930-as években többször is elutazott Párizsba. Aaron Coplandnél tanult zenét, New Yorkban pedig színházi produkciókhoz komponált, valamint egyéb kompozíciókat írt. Kritikai és közönségsikert aratott első regényével, a The Sheltering Sky (1949) cíművel, amely Francia Észak-Afrikában játszódik, ahol 1931-ben járt.
1947-ben Bowles Tangerben telepedett le, akkoriban a Tanger-i nemzetközi zónában, majd 1948-ban felesége, Jane Bowles követte. Az 1950-es évek elején Ceylonban töltött teleket leszámítva Bowles élete hátralévő részében Tanger volt az otthona. Ő lett a város amerikai bevándorlóinak jelképe.
Bowles 1999-ben, 88 éves korában halt meg. Hamvait a családi sírok közelében temették el a Lakemont temetőben, New York állam északi részén.

## Élete

### 1910–1930: családja és iskolái
Paul Bowles a New York-i Queensben, Jamaicában született Rena (született Winnewisser) és Claude Dietz Bowles fogorvos egyetlen gyermekeként. Gyermekkora anyagilag kényelmes volt, de apja rideg és uralkodó természetű szülő volt, aki ellenezte a játék vagy szórakozás minden formáját, és akitől mind fia, mind felesége félt. A családi legenda szerint Claude megpróbálta megölni újszülött fiát, amikor egy hóviharban szabadon hagyta egy ablakpárkányon. A történet talán nem igaz, de Bowles úgy vélte, hogy igen, és hogy ez a történet foglalja össze az apjához fűződő viszonyát. Gyermekkorának melegét édesanyja adta, aki Nathaniel Hawthorne-t és Edgar Allan Poe-t olvasott neki – ez utóbbinak tulajdonította később saját vágyát, hogy történeteket írjon, mint például „The Delicate Prey”, „A Distant Episode” és „Pages from Cold Point”.
Bowles 3 évesen már tudott olvasni, és 4 évesen már történeteket írt. Hamarosan szürrealista verseket és zenét írt. 1922-ben, 11 évesen vásárolta meg első verseskötetét, Arthur Waley A Hundred and Seventy Chinese Poems című könyvét. Tizenhét éves korában a Transition című irodalmi folyóiratban megjelent „Spire Song” című versét elfogadták. Ez a párizsi székhelyű kiadvány a modernizmus vezető képviselőinek – Djuna Barnes, James Joyce, Paul Éluard, Gertrude Stein és mások – fórumaként szolgált. Érdeklődése a zene iránt szintén gyermekkorából származik, amikor apja vett egy gramofont és klasszikus lemezeket. (Bowles érdeklődött a jazz iránt is, de az ilyen lemezeket apja megtiltotta neki). A családja vett egy zongorát, és a fiatal Bowles zeneelméletet, éneket és zongorát tanult. Tizenöt éves korában részt vett Stravinsky Tűzmadár című művének előadásán a Carnegie Hallban, amely mély benyomást tett rá: „A Tűzmadarat hallva elhatároztam, hogy folytatom az improvizációt a zongorán, amikor apám nincs otthon, és egyre inkább azzal a tudattal kottázom a saját zenémet, hogy a kifejezés egy új és izgalmas módjára bukkantam.” Bowles a Jamaica High Schoolba járt Queensben.
1928-ban került a Virginiai Egyetemre, ahol T. S. Eliot The Waste Land című műve, Prokofjev, Duke Ellington, a gregorián ének és a blues érdekelte. George Antheil és Henry Cowell zenéjét is hallotta. 1929 áprilisában a szülei értesítése nélkül otthagyta az egyetemet, és egy egyirányú jeggyel Párizsba hajózott, és nem állt szándékában visszatérni – később azt mondta, nem menekült el, hanem „valami felé futottam, bár akkor még nem tudtam, mi felé.” Bowles a következő hónapokban a Paris Herald Tribune-nak dolgozott, és barátságot kötött a román költővel, Tristan Tzarával. Júliusban visszatért New Yorkba, és a manhattani Duttons könyvesboltban dolgozott, ahol elkezdett dolgozni egy befejezetlen szépirodalmi könyvön, a Without Stopping (Megállás nélkül; nem összetévesztendő későbbi, azonos című önéletrajzával).
Szülei unszolására visszatért tanulmányaihoz a Virginiai Egyetemen, de egy szemeszter után otthagyta, hogy visszatérjen Párizsba Aaron Coplandhez, akinél New Yorkban zeneszerzést tanult. Copland szeretője és egyben mentora is volt Bowlesnak, aki később azt nyilatkozta, hogy „Jane-en kívül ő volt a legfontosabb ember az életemben”: amikor viszonyuk véget ért, egy életre barátok maradtak.
1930 őszén, Párizsban Bowles elkezdett dolgozni első saját zeneművén, az oboára és klarinétra írt szonátán (Sonata for Oboe and Clarinet), amelyet a következő évben fejezett be. New Yorkban, a Wigmore Street-i Aeolian Hallban mutatták be 1931. december 16-án. Az egész koncertet (amelyen Copland és Virgil Thomson művei is szerepeltek) a New York-i kritikusok lehúzták. (Bowles első ismert kompozíciója korábban készült el Berlinben: Kurt Schwitters néhány vokális darabjának zongoramuzsikaként való feldolgozása.)

### 1931–1946: Franciaország és New York
Párizsban Bowles Gertrude Stein irodalmi és művészeti körének tagja lett. Az ő tanácsára 1931 nyarán Aaron Coplanddel együtt először Tangerbe látogatott. Elfoglaltak egy házat a Tanger-öböl feletti hegyen. Bowles később Marokkót tette állandó otthonává, és számos novelláját ihlette. Tangerből visszatért Berlinbe, ahol találkozott Stephen Spender és Christopher Isherwood brit írókkal. (Isherwoodot állítólag annyira magával ragadta, hogy róla nevezte el a regényében szereplő karaktert, Sally Bowles-t.) A következő évben Bowles visszatért Észak-Afrikába, bejárta Marokkó más részeit, a Szaharát, Algériát és Tunéziát.
1937-ben Bowles visszatért New Yorkba. A következő évtizedben szilárd zeneszerzői hírnevet szerzett, Orson Welles-szel, Tennessee Williamsszel és másokkal dolgozott együtt színpadi produkciókhoz írt zenéken, valamint zenekari darabokon.
1938-ban feleségül vette Jane Auer írót és drámaírót. Ez egy rendhagyó házasság volt; intim kapcsolataik állítólag saját nemű emberekkel voltak, de a pár szoros személyes kapcsolatot tartott fenn egymással. Ebben az időben a pár belépett az USA Kommunista Pártjába, de hamarosan kiléptek a szervezetből, miután Bowles-t kizárták a pártból.
Bowles gyakran szerepelt antológiákban meleg íróként, bár ő ezeket a kategóriákat abszurdnak és irrelevánsnak tartotta. Egy rövid franciaországi tartózkodás után a házaspár az 1940-es években New York irodalmi életének kiemelkedő alakjai közé tartozott. 1939 végén rövid ideig a February House-ban laktak, ahol a burleszk táncosnő Gypsy Rose Lee szobáját használták, amíg ő Chicagóban lépett fel, de összetűzésbe kerültek Benjamin Brittennel a zongora zeneszerzésre való használata miatt, és a többi lakótárssal a zajos hálószobai fantáziálásuk miatt. Bowles Virgil Thomson mellett dolgozott a New York Herald Tribune zenei kritikusaként is. Federico García Lorca verse alapján írt zarzueláját, a The Wind Remains-t 1943-ban mutatták be Merce Cunningham koreográfiájával és Leonard Bernstein vezényletével. Jean-Paul Sartre Huis Clos (No Exit) című darabjának fordítása, amelyet John Huston rendezett, 1943-ban elnyerte a Színikritikusok díját.
1945-ben Bowles újra prózát kezdett írni, néhány novellával kezdve, köztük az „Egy távoli epizód” (A Distant Episode) cíművel. Elmondása szerint felesége, Jane volt rá a legnagyobb hatással arra, hogy felnőtt korában elkezdte a szépirodalmat, amikor megjelentette első regényét, a Two Serious Ladies-t (1943).

### 1947–1956: korai évek Tangerben
1947-ben Bowles szerződést kapott egy regényre a Doubledaytől; az előleggel együtt végleg Tangerbe költözött. Jane a következő évben csatlakozott hozzá. Bowles így nyilatkozott:
Amióta író vagyok, zeneszerző is voltam. Azért jöttem ide, mert regényt akartam írni. Megbíztak vele. Elegem volt abból, hogy másoknak – Joseph Losey-nek, Orson Wellesnek, egy csomó más embernek, végtelen sok embernek – zenét írjak.
Bowles egyedül utazott az algériai Szaharába, hogy a regényen dolgozzon. Később azt mondta: „A sivatagi szállodákban, ágyban írtam”. Személyes tapasztalataiból merített ihletet, és évekkel később megjegyezte: „Bármit is ír az ember, az bizonyos értelemben természetesen önéletrajzi ihletésű. Nem tényszerűen, de költőileg igen”. A regénynek a The Sheltering Sky címet adta, a „Down Among the Sheltering Palms” című dalról, amelyet gyerekkorában minden nyáron hallott. Először a John Lehmann Limited adta ki Angliában, 1949 szeptemberében, miután a Doubleday elutasította a kéziratot.
Bowles emlékeztetett:
Elküldtem a Doubledaynek, de ők visszautasították. Azt mondták: „Mi regényt kértünk”. Nem tartották regénynek. Vissza kellett adnom az előlegemet. Az ügynököm később elmondta, hogy a szőnyegre szólították a szerkesztőt, amiért visszautasította a könyveket – csak miután látták, hogy gyorsan fogy. Csak az eladásokhoz volt köze. Nem vették a fáradságot, hogy elolvassák.
Az első amerikai kiadás a New Directions Publishing gondozásában a következő hónapban jelent meg. A cselekmény három amerikairól szól: Port, a felesége, Kit, és barátjuk, Tunner, amint az algériai sivatagban utaznak. A TIME magazin kritikusa megjegyezte, hogy a két főszereplő végzete „megfelelőnek, de semmiképpen sem tragikusnak” tűnik, de „Bowles tisztán megírja a mellékszereplőket: Az arab stricikkel és prostituáltakkal, a francia tisztekkel a helyőrségi városokban, [és] egy ostobán fárasztó turistapárral – anya és fia”. Tennessee Williams drámaíró és kritikus a The New York Timesban úgy nyilatkozott, hogy a könyv olyan, mint egy nyári zivatar, „belső tűzvillanásokkal lüktet”. A könyv gyorsan felkerült a New York Times bestsellerlistájára, két hónap alatt három kiadást ért meg.
1950-ben Bowles kiadta első novelláskötetét. A Little Stone (John Lehmann, London, 1950. augusztus) címet viselte, és kimaradt belőle Bowles két leghíresebb novellája, a „Pages From Cold Point” és a „The Delicate Prey”. Cyril Connolly brit kritikus és Somerset Maugham író azt tanácsolta neki, hogy ha ezek bekerülnek a gyűjteménybe, akkor terjesztési és/vagy cenzori nehézségek adódhatnak. A Random House amerikai kiadása, a The Delicate Prey and Other Stories (1950. november) tartalmazza ezt a két történetet.
Egy 30 évvel későbbi interjúban Bowles válaszolt arra az észrevételre, hogy a „Kényes préda” (The Delicate Prey) szinte minden szereplője fizikai vagy lelki erőszak áldozata lett. Azt mondta:
Igen, azt hiszem. Az erőszak terápiás célt szolgált. Nyugtalanító belegondolni, hogy az élet bármelyik pillanatban értelmetlen erőszakba torkollhat. De megtörténhet és meg is történik, és az embereknek készen kell állniuk rá. Amit másokért teszel, azt elsősorban magadért teszed. Ha meg vagyok győződve arról, hogy az életünk az erőszakra épül, hogy az egész struktúra, amit civilizációnak nevezünk, az évezredek alatt felépített állványzat, bármelyik pillanatban összeomolhat, akkor bármit is írok, azt ez a feltételezés fogja befolyásolni. Az élet folyamata erőszakot feltételez, a növényvilágban ugyanúgy, mint az állatvilágban. De az állatok közül csak az ember képes az erőszak fogalmára. Csak az ember képes élvezni a pusztítás gondolatát.
Második regénye, a Let It Come Down (John Lehmann, London, 1952. február) Észak-Afrikában, pontosabban Tangerben játszódik. Egy amerikai (Nelson Dyar) szétesését vizsgálta, aki nem volt felkészülve az idegen kultúrával való találkozásra. Az első amerikai kiadás a Random House kiadónál még ugyanabban a hónapban megjelent.
Bowles harmadik regénye, The Spider's House (Random House, New York, 1955. november) Fezben játszódik, közvetlenül Marokkó függetlenségének és szuverenitásának 1956-os elnyerése előtt. Ebben három bevándorló és egy fiatal marokkói kapcsolatát rajzolta fel: John Stenham, Alain Moss, Lee Veyron és Amar. A kritikusok megjegyezték, hogy a regény eltér Bowles korábbi regényeitől, mivel egy kortárs politikai témát, a marokkói nacionalizmus és a francia gyarmatosítás közötti konfliktust vezeti be. A brit kiadás (Macdonald) 1957 januárjában jelent meg.
Miközben Bowles írói karrierjére koncentrált, kísérőzenét komponált kilenc darabhoz, amelyeket a tanger-i Amerikai Iskola mutatott be. A Bowles házaspár a tanger-i amerikai és európai bevándorlók életének szerves részévé vált. A látogatók között volt Truman Capote, Joseph Glasco, Tennessee Williams és Gore Vidal. Az 1950-es évek közepén és az 1960-as évek elején William S. Burroughs, valamint Allen Ginsberg és Gregory Corso beat-írók következtek. Bowles 1951-ben ismerkedett meg a Jajouka-i Mesterzenészekkel, akiket először akkor hallott, amikor Brion Gysinnel együtt részt vett egy Sidi Kacem-i fesztiválon, vagy moussem-en. Bowles a Days: A Tangier Journal című könyvében írta le a Jajouka-i Mesterzenészekkel és örökös vezetőjükkel, Bachir Attarral való további kapcsolatát.
1952-ben Bowles megvásárolta a Ceylon partjainál fekvő Taprobane apró szigetét. Ott írta meg A pók háza (The Spider's House) című regényének nagy részét, és a melegebb hónapokban visszatért Tangerbe. A legtöbb telet Srí Lankán töltötte.

### 1957–1973: Marokkói zene és fordítás
1957-ben Jane Bowles enyhe agyvérzést kapott, ami egészségi állapota hosszan tartó romlásának kezdetét jelentette. Állapota egészen Jane 1973-ban bekövetkezett haláláig foglalkoztatta Paul Bowlest.
Az 1950-es évek végén Marokkó elnyerte függetlenségét. A Rockefeller Alapítvány támogatásával és az amerikai Kongresszusi Könyvtár szponzorálásával Bowles 1959 augusztus-szeptemberében Christopher Wanklynnel és Mohammed Larbival Marokkóban utazott, és hagyományos marokkói zenét rögzített. 1959 és 1961 között a legkülönfélébb marokkói népcsoportok, köztük a Meknesz és Essaouira szefárd zsidó közösségeinek zenéjét rögzítette.
Ezekben az években Bowles marokkói írók és mesemondók fordításával is foglalkozott, köztük Mohamed Choukri, Ahmed Yacoubi, Larbi Layachi (Driss ben Hamed Charhadi álnéven) és Mohammed Mrabet.
1968 őszén barátja, Oliver Evans meghívására egy félévre vendégkutató volt a San Fernando Valley State College (ma California State University, Northridge) angol tanszékén. „Haladó elbeszélő írás és a modern európai regény” című tárgyat tanította.
1970-ben Bowles és Daniel Halpern megalapította a tanger-i székhelyű [Antaeus (magazin)[|Antaeus]] irodalmi folyóiratot. Számos új, valamint már befutott szerzőt mutatott be. Bowles művei is képviseltették magukat, köztük az „Délután az Antaeusszal” (Afternoon with Antaeus) című novellája.

### 1974–1995: későbbi évek
Felesége 1973. május 4-én, a spanyolországi Málagában bekövetkezett halála után Bowles továbbra is Tangerben élt. Rendszeresen írt, és sok látogatót fogadott szerény lakásában.
1980 és 1982 nyarán Marokkóban, a Tanger-i Amerikai Iskolában (a New York-i School of Visual Arts égisze alatt) tartott írói műhelymunkákat. Ezek sikeresnek bizonyultak. Több tanítványa közül olyanok lettek sikeres írók, mint Rodrigo Rey Rosa, a 2004-es Miguel Ángel Asturias Nemzeti Irodalmi Díj nyertese és Mark Terrill. Bowles Rey Rosát jelölte meg az ő és Jane Bowles hagyatékának irodalmi örököseként.
1982-ben Bowles kiadta a Points in Time című novellagyűjteményt, amelynek alcíme Tales From Morocco (Mesék Marokkóból). A tizenegy részre osztott mű cím nélküli történetfoszlányokból, anekdotákból és útibeszámolókból áll. Ezek a történetek nem szerepelnek sem a The Stories of Paul Bowles (Ecco Press), sem a Collected Stories and Later Writings (The Library of America) című kötetben.
Ugyancsak 1982-ben Paul Bowles együtt dolgozott Karren Alenierrel a Gertrude Stein Invents A Jump Early On című operalibrettóhoz kapcsolódó több Stein-versen.
Bowles 1985-ben jelentette meg Jorge Luis Borges „Körkörös romok” (Las ruinas circulares)) című novellájának fordítását. Ezt egy 16 elbeszélésből álló, Bowles által fordított kötetben gyűjtötték össze, melynek címe She Woke Me Up So I Killed He. Ez a Borges-történet korábban a három fő Borges-fordító fordításában jelent meg: Anthony Kerrigan, Anthony Bonner és James E. Irby.
1988-ban, amikor Bowles-t egy interjúban a társadalmi életéről kérdezték, így válaszolt: „Nem tudom, mi az a társadalmi élet... A társadalmi életem azokra korlátozódik, akik kiszolgálnak és ételt adnak nekem, és azokra, akik interjút akarnak velem”. Amikor ugyanebben az interjúban megkérdezték tőle, hogyan összegezné teljesítményét, így válaszolt: „Írtam néhány könyvet és néhány zenét. Ennyit értem el”.
Bowles a The Sheltering Sky (1990) filmváltozatának elején és végén szerepelt cameoként, Bernardo Bertolucci rendezésében. Bowles zenéjét több mint egy generáción át mellőzték, és többnyire feledésbe merült, de az 1990-es években az amerikai zenészek és énekesek új generációja ismét érdeklődni kezdett munkássága iránt. A művészi dalok szerelmesei megízlelhetik a „bájos, szellemes darabokat”.
1994-ben Paul Theroux író meglátogatta Bowles-t, és interjút készített vele, aki bemutatta őt a Herkules oszlopai (The Pillars of Hercules) című útikönyvének utolsó fejezetében.

### 1995–1999: utolsó évek
1995-ben Bowles utoljára visszatért New Yorkba, meghívást kapott egy "Paul Bowles Fesztiválra" a Lincoln Centerbe, ahol a zenéjét ünnepelték. A zenét Jonathan Sheffer adta elő az Eos Orchestra vezetésével. A New School for Social Researchben tartottak egy kapcsolódó szimpóziumot és interjút Bowles munkájáról. Egy kanadai dokumentumfilm az életéről, a Let It Come Down: The Life of Paul Bowles elnyerte a legjobb dokumentumfilm díjat a 27. Nemzetközi Emmy-díjátadón New Yorkban.
A látogatók 1998-ban arról számoltak be, hogy Bowles szellemessége és intellektusa kitartott. Továbbra is fogadta a látogatókat tangeri lakásában, de az orvosok és a barátok tanácsára korlátozta az interjúkat. Az egyik utolsó interjú volt Stephen Morison Jr.-ral, egy barátjával, aki a Tangeri Amerikai Iskolában tanít. A Poets & Writers magazin 1999. július/augusztusi számában szerepelt. 1999. június 6-án Irene Herrmann, a Paul Bowles Music Estate végrehajtója interjút készített vele, hogy zenei karrierjére összpontosítson; ez 2003 szeptemberében jelent meg.
Bowles szívelégtelenségben halt meg 1999. november 18-án a tangeri olasz kórházban, 88 évesen. Egy ideje beteg volt légzési problémákkal. Hamvait a New York állambeli Lakemontban temették el, szülei és nagyszülei sírjai mellé.

## Bowles és Tanger
Paul Bowles 88 évéből 52-t Tangerben élt. Erősen azonosult a várossal, és az amerikai bevándorlókat szimbolizálta. A nekrológírók jellemzően az ottani rezidenciájához kötötték életét.
Amikor 1931-ben Bowles először járt Tangerben Aaron Coplanddal, mindketten kívülállók voltak a számukra ismeretlen szokások egzotikus helyén. Nem kötötte őket semmilyen helyi szabály, amely sokféle etnikai csoport között változott. Tanger marokkói és nemzetközi város volt, régi kereskedelmi központ, lakossága berberek, arabok, spanyolok, franciák és más európaiak voltak, spanyolul, franciául, berberül és arabul beszéltek, és különféle vallásokat vallottak. Politikailag egy külföldi hatalmak, köztük az Egyesült Államok konzorciuma irányítása alatt állt. Bowlest elbűvölte a város kultúrája.
1947-ben való visszatérésével a város némileg megváltozott, de még mindig érdekesnek találta. 1955-ben Európa-ellenes zavargások törtek ki, amikor a marokkóiak függetlenségre törekedtek. 1956-ban a város visszakerült teljes marokkói ellenőrzés alá.

## Zene

### Bevezetés
Paul Bowles először Aaron Coplandnál tanult zenét. 1931 őszén Copland bemutatkozását követően Virgil Thomson stúdiójába lépett.
Bowles először költőnek gondolta magát, amikor a Virginiai Egyetemen eltöltött rövid idő alatt megjelent néhány verset a Transition lapjain. Sajnos költészetének színvonala elkerülte azokat az értelmiségieket, akikkel később Párizsban találkozott. Közöttük volt Gertrude Stein is, akitől megkapta a jószágot, a "gyártott vadembert", és könyörgött neki, hogy hagyjon fel a versírással.
Korabeli zenéje azonban, amelyet a Ravel-szerű zongoraimprovizációkra való hajlam mutatott, Coplandot és Thomsont egyaránt elbűvölte. On Music (Doubleday & Company, New York, 1960) című könyvében Copland megjegyezte:
Vannak, akik nem hajlandók többet látni Bowlesban, mint egy dilettánst. Bowles maga is kitart amellett, hogy harciasan nem professzionális légkört alkalmaz minden zenével kapcsolatban, beleértve a sajátját is.
Ez egy friss személyiségtől származó zene, amely tele van bájjal és dallami leleményekkel, néha meglepően jól, ösztönösen és nem akadémikus módon.
Személy szerint sokkal jobban szeretek egy olyan "amatőr" Bowles, mint a "jól képzett" télikert termékét.
Copland számára Bowles zenéjének varázsa soha nem csökkenne. A későbbi években úgy jegyezték fel, hogy azt mondta: "Paul Bowles zenéje mindig friss; soha nem tapasztaltam, hogy unalmas darabot írt volna."
Bowles korai zenei erőfeszítései azonban később meghazudtolják a szakmai felkészültség és a fegyelem hiányát. Copland New Yorkban megpróbálta harmóniára tanítani, de makacs tanítványnak találta. Párizsban Bowles felkereste Nadia Boulangert leckékért, Thomson pedig Paul Dukasnak ajánlotta. Végül egyikkel sem dolgozna.

### Fejlesztés
A Vittorio Rietivel folytatott rendszertelen konzultáción kívül Bowles soha nem kapott semmilyen formális zenei oktatást, annak ellenére, hogy Aaron Copland és Virgil Thomson mindent megtett, hogy meggyőzzék az ellenkezőjéről. Az autodidakta zeneszerző azonban Thomson közreműködésével sikereket ért el New Yorkban, mellékzene producereként a színház számára. Olyanokkal dolgozott együtt, mint George Balanchine, Joseph Losey, Leonard Bernstein, Elia Kazan, Arthur Koestler, José Ferrer, Salvador Dalí, Orson Welles, William Saroyan és Tennessee Williams.
A második világháború alatt a New York Herald Tribune kritikusaként írt, ahol aztán Thomson zenekritikusként dolgozott. Thomson szerint Bowles jól illett a munkához, "mert világosan írt, és mert megvolt az ítélőképessége".
Miután Virgil Thomson 1954-ben visszavonult kritikusi posztjáról, visszaemlékezve arra a kívánságára, hogy Paul Bowles átvette volna a pozíciót, Bowles megjegyezte: "Nem hiszem, hogy meg tudtam volna oldani, ahogy a zeneszerzői pályafutásomat sem. Hiányzott belőlem az a zenei képzettség, amit Virgil és Aaron is birtokolt.”

### Új irány
A háború után, végül a marokkói Tangerben telepedett le, Bowles folytatta zenei és irodalmi tevékenységét, fokozatosan felhagyva az előbbivel, és Virgil Thomson által „nemzetközi hírű regényírónak és történetírónak” lett nevezve.
Paul Bowles úgy emlegette Tangert, mint "olyan hely, ahol még mindig nehéz megtalálni a dallamban lévő zongorát".[45] Marokkói szerzőként való letelepedésével kapcsolatban a következőket mondta:
Apránként tudatosult bennem, hogy vannak olyan atmoszférák, amelyeket csak úgy tudok ábrázolni, ha írok róluk. Képtelen voltam az érzelmeimet a maguk teljességében a zenén keresztül kifejezni. A zeném olyan örömteli volt, mint én magam. Személyiségem sötét oldalát a nyelven keresztül sikerült kifejeznem.
A The Sheltering Sky című könyv sikerével Bowles első csapást mért a függetlenségre. Idővel ez a zeneszerzéstől való szakítás azt eredményezi, hogy Bowles korábbi hőstetteit teljesen beárnyékolja prózaírói elismerése.

### Összefoglalás
Csak a halála előtti évtizedben volt ismét érdeklődés az 1930-as és '40-es évek zenei teljesítménye iránt. Ez a mozgalom 1994 májusában csúcsosodhatott ki a párizsi Théâtre du Rond-Pointban, egy élő koncert előadás bemutatásával, amelyen az akkor 83 éves Paul Bowles is jelen volt. A program tartalmazta Bowles számos eredeti dalát és zongorára írt darabját, valamint Virgil Thomson, Leonard Bernstein és Phillip Ramey zenei tisztelgéseit és a zeneszerző portréit. Legalábbis ami a saját katalógusának múltbeli elhanyagolását illeti, ez a folyamatos megújulás bizonyítékul szolgálhat Bowles saját szavaira: "A zene csak akkor létezik, ha játsszák."
Paul Bowles zenéje iránti tisztelet megújítása számos kereskedelmi felvételi projekthez vezetett. 2016-ban az Invencia Piano Duo (Andrej Kaszparov és Okszana Lucsisin) a Naxos Records-szal és annak American Classics részlegével együttműködve két CD-t adott ki Bowles teljes zongoraműveiről.
Az első oldalt latin-amerikai témák ihlette darabok nyitják, amelyek a zeneszerző kultúra iránti érdeklődését és a spanyol nyelv folyékony nyelvtudását idézik. A két oldal közül a második a Blue Mountain Ballads (1946) feldolgozásaival zárul, amelyeket Dr. Andrej Kaszparov zongoraduettjére állít be, valamint három különböző darabot tartalmaz, amelyeket Arthur Gold és Robert Fizdale amerikai zongoraduó két zongorára állít be. Az utóbbi három feldolgozást a Gold and Fizdale gyűjteményben tárták fel, amelyet a Peter Jay Sharp Special Collections, Lila Acheson Wallace Library, The Juilliard School őriz. Dr. Kaszparov rekonstruálta az eredeti kéziratokat, amelyek lehetővé tették ezeknek a duetteknek a legelső felvételét.

### Marokkói zene felvétele
Paul Bowles úttörő volt az észak-afrikai népzenekutatás területén. 1959 és 1961 között terepfelvételeket készített a hagyományos marokkói zenéről az amerikai Kongresszusi Könyvtár számára. Öt hónap alatt 250 példát sikerült dokumentálnia, amelyek a legjelentősebb marokkói zenei műfajok közül néhányat lefedtek. A gyűjteményben szerepel tánczene, világi zene, a ramadán és más ünnepek zenéje, valamint az animisztikus rituálék zenéje. Bowles felismerte, hogy a modern kultúra elkerülhetetlenül megváltoztatja és befolyásolja a hagyományos zenei gyakorlatot, ezért meg akart őrizni belőle valamennyit.
Bowles a hagyományos zene gyakorlatának politikai vonatkozásairól nyilatkozott:
A krónikások és költők helyett hangszeresek és énekesek születtek, és az ország fejlődésének legutóbbi fejezetében – a szabadságharcban és a jelenlegi rendszer felállításában is – a harc minden szakaszát dalban ünnepelték.
Ennek a felvett zenének a teljes gyűjteménye The Paul Bowles Collection néven ismert; archiválva van a US Library of Congress, hivatkozási szám 72-750123. Az archív kéziratos anyag (gyűjtemény) 97 x 2 sávos 7"-es tekercses szalagot tartalmaz, amely körülbelül hatvan órányi hagyományos népi, művészeti és könnyűzenét, egy doboz kéziratot, 18 fényképet és egy térképet tartalmaz, valamint 2 nagylemezes felvétel Music of Marokkó (AFS L63-64) címmel.

## Más szerzők fordítása
Az 1960-as években Bowles elkezdte fordítani és gyűjteni a marokkói mesemondók szóbeli hagyományából származó történeteket. Legjelentősebb munkatársai közé tartozott Mohammed Mrabet, Driss Ben Hamed Charhadi (Larbi Layachi), Mohamed Choukri, Abdeslam Boulaich és Ahmed Yacoubi.
Olyan írókat is fordított, akiknek eredeti művei spanyol, portugál és francia nyelven íródtak: Rodrigo Rey Rosa, Jorge Luis Borges, Jean-Paul Sartre, Isabelle Eberhardt, Roger Frison-Roche, André Pieyre de Mandiargues, Ramón Gómez de la Serna, Giorgio de Chirico, Si Lakhdar, E. Laoust, Ramon Beteta, Gabino Chan, Bertrand Flornoy, Jean Ferry, Denise Moran, Paul Colinet, Paul Magritte, Popul Buj, Francis Ponge, Bluet d'Acheres és Ramon Sender.

## Hatása és öröksége
Paul Bowles a 20. századi irodalmat és zenét formáló művészek egyike. Gore Vidal „Bevezetés” a Bowles összegyűjtött történeteihez (Collected Stories, 1979) a novellákat „az amerikaiak által valaha írt legjobbak közé” sorolta, és ezt írta: „Ennek az általunk felépített, düledező civilizációnak a padlója nem bírja tovább a súlyunkat. Bowles zsenialitása volt, hogy a padló alatt rejlő borzalmakat olyan gyengéden sugalmazta, mint az ég, amely megóv minket az emésztő hatalmasságtól."
A kritikusok ezzel szemben úgy írták le zenéjét, hogy „annyira tele van fénnyel, mint a sötétség fikciója … majdnem mintha a zeneszerző teljesen más személy lenne, mint az író”. Az 1930-as évek elején Bowles zeneszerzést tanult (szakaszosan) Aaron Coplandnál; ebből az időszakból származó zenéje „Satie-re és Poulencra emlékeztet”. A harmincas évek közepén visszatérve New Yorkba, Bowles az amerikai színházi élet egyik kiemelkedő zeneszerzőjévé vált, aki William Saroyan, Tennessee Williams és mások számára készített műveket, „kivételes ügyességet és fantáziát mutat meg minden olyan színdarab érzelmeinek és hangulatának megörökítésében, amelyekhez őt rendelték." Bowles szerint az ilyen mellékzene lehetővé tette számára, hogy „csúcspont nélküli zenét, hipnotikus zenét mutasson be a szó egyik pontos értelmében, abban az értelemben, hogy anélkül fejti ki hatását, hogy a néző tudomást szerezne róla”. Ezzel párhuzamosan folytatta a koncertzene írását, beolvasztva az afrikai, mexikói és közép-amerikai zene dallami, ritmikai és egyéb stíluselemeit.
1991-ben Bowles elnyerte az éves Rea-díjat a novelláért. A zsűri a következő idézetet adta: „Paul Bowles a legnagyobb tisztaság és tisztesség mesemondója. Egy világról ír, mielőtt Isten emberré lett; egy olyan világról, amelyben a szélsőséges férfiakat és nőket egy nagyobb, elemibb dráma összetevőinek tekintik. Prózája kristálytiszta, hangja pedig egyedülálló a novella élő amerikai mesterei között.”
A tangeri amerikai követség történelmi épülete egy teljes szárnyat tartalmaz, amelyet Paul Bowlesnek szenteltek. 2010-ben bútorokat, fényképeket és dokumentumokat kaptak, amelyeket Gloria Kirby, Tanger állandó lakosa és Bowles barátja állított össze.
A Library of America 2002-ben adott ki egy kiadást Bowles műveiből.

## Művei
Kamara- és színpadi kompozíciói mellett Bowles tizennégy novellagyűjteményt, több regényt, három verseskötetet, számos fordítást, útleírást és egy önéletrajzot jelentetett meg.

### Zene
- 1931 – Sonata for Oboe and Clarinet
- 1936 – Horse Eats Hat, play
- 1936 – Who Fights This Battle, play
- 1937 – Doctor Faustus, play
- 1937 – Yankee Clipper, ballet
- 1938 – Music for a Farce
- 1938 – Too Much Johnson, play
- 1938 – Huapango – Cafe Sin Nombre – Huapango-El Sol, Latin American folk
- 1939 – Denmark Vesey, opera
- 1939 – My Heart's in the Highlands, play
- 1940 – Loves Old Sweet Song, play
- 1940 – Twelfth Night, play
- 1941 – A Little Closer, Please, words by William Saroyan
- 1941 – Liberty Jones, play
- 1941 – Watch on the Rhine, play
- 1941 – Love Like Wildfire, play
- 1941 – Pastorela, ballet
- 1942 – In Another Five Years Or So, opera
- 1942 – The Wind Remains, zarzuela
- 1943 – South Pacific, play
- 1943 – Sonata for Flute and Piano and Two Mexican Dances
- 1943 – 'Tis Pity She's a Whore, play
- 1944 – The Glass Menagerie, play
- 1944 – Jacobowsky and the Colonel, play
- 1944 – Sentimental Colloquy, ballet
- 1945 – Ondine, play
- 1945 – Three, words by Tennessee Williams
- 1945 – Three Pastoral Songs
- 1946 – Night Without Sleep, words by Charles Henri Ford(wd)
- 1946 – Cyrano de Bergerac, play
- 1946 – The Dancer, play
- 1946 – Land's End, play
- 1946 – On Whitman Avenue, play
- 1946 – Twilight Bar, play
- 1946 – Blue Mountain Ballads ("Heavenly Grass", "Lonesome Man", "Cabin", "Sugar in the Cane"), words by Tennessee Williams
- 1946 – Concerto for Two Pianos
- 1947 – Sonata for Two Pianos
- 1947 – Pastorela: First Suite, a ballet/opera in one act
- 1947 – The Glass Menagerie, words by Tennessee Williams, two songs by Bowles
- 1948 – Concerto for Two Pianos, Winds and Percussion
- 1948 – Summer and Smoke, play
- 1949 – Night Waltz
- 1953 – A Picnic Cantata
- 1953 – In the Summer House, play
- 1955 – Yerma, opera
- 1958 – Edwin Booth(wd), play
- 1959 – Sweet Bird of Youth, play
- 1962 – The Milk Train Doesn't Stop Here Anymore, play
- 1966 – Oedipus, play
- 1967 – The Garden, play
- 1969 – The Bacchae, play
- 1976 – Cross Country
- 1978 – Orestes, play
- 1978 – Caligula, play
- 1984 – Camp Cataract, play
- 1984 – A Quarreling Pair, play
- 1992 – Hippolytos, play
- 1992 – Black Star at the Point of Darkness
- 1993 – Salome, play

### Fikció

#### Regények
- 1949 – The Sheltering Sky
- 1952 – Let It Come Down
- 1955 – The Spider's House
- 1966 – Up Above the World
- 1991 – Too Far From Home (novella)
- 1992 – Too Far From Home (with Miquel Barceló; 28 watercolors)
- 1994 – Too Far From Home (with Marguerite McBey)

#### Elbeszélések
- (December 1945) "The Scorpion"
- (September 1946) "The Echo"
- (October 1946) "By the Water"
- (Jan-Feb 1947) "A Distant Episode"
- (June 1947) "Under the Sky"
- (October 1947) "Call at Corazón"
- (January 1948) "You Are Not I"
- (September 1948) "At Paso Rojo"
- (February 1949) "Pastor Dowe at Tacaté"
- (Summer 1949) "The Delicate Prey"
- (Autumn 1949) "Pages from Cold Point"
- (1950) "Doña Faustina"
- (1950) "The Circular Valley", "The Fourth Day Out from Santa Cruz", "A Thousand Days to Mokhtar", & "Tea on the Mountain"
- (April 1950) "How Many Midnights"
- (July 1950) "Señor Ong and Señor Ha"
- (March 1951) "A Gift for Kinza" (aka "The Successor")
- (April 1954) "If I Should Open My Mouth"
- (1956) "The Hours After Noon"
- (July 1957) "The Frozen Fields"
- (May 1958) "Tapiama"
- (1960) "He of the Assembly"
- (October 1960) "Merkala Beach" (aka "The Story of Lachen and Idir")
- (March 1961) "A Friend of the World"
- (Winter 1962) "The Hyena"
- (Autumn/Winter 1964) "The Garden"
- (Summer 1970) "Afternoon with Antaeus"
- (Spring/Summer 1974) "Mejdoub"
- (Fall 1974) "The Fqih"
- (1975) "The Waters of Izli"
- (January 1976) "Things Gone and Things Still Here"
- (Spring/Summer 1976) "Istikhara, Anaya, Medagan and the Medaganat"
- (January 1977) "Allal"
- (June 1977) "Reminders of Bouselham"
- (Fall 1978) "The Eye"
- (Summer 1979) "Here to Learn"
- (Winter 1979) "Midnight Mass"
- (Spring 1980) "The Dismissal"
- (Summer 1980) "Madame and Ahmed" & "Kitty"
- (July 1980) "Bouayad and the Money"
- (Winter 1980) "The Husband"
- (Winter 1980-81) "At the Krungthep Plaza"
- (1981) "In the Red Room" & "Midnight Mass"
- (Spring 1981) "The Little House," "Rumor and a Ladder," & "Tangier 1975"
- (Autumn 1983) "Massachusetts 1932"
- (1985) "The Empty Amulet"
- (Spring 1985) "Hugh Harper"
- (Fall 1985) "Julian Vreden"
- (January–February 1987) "Unwelcome Words"
- (Spring 1987) "In Absentia"
- (1988) "An Inopportune Visit," "New York 1965," & "Dinner at Sir Nigel's"
- (1992) "Too Far from Home"
- "You Have Left Your Lotus Pods on the Bus"
- (1995) "The Time of Friendship"
- (1998) "The Wind at Beni Midar"

#### Novellák (gyűjtemények)
- 1950 – A Little Stone
- 1950 – The Delicate Prey and Other Stories
- 1959 – The Hours After Noon
- 1962 – A Hundred Camels in the Courtyard
- 1967 – The Time of Friendship
- 1967 – The Garden, theatre play
- 1968 – Pages from Cold Point and Other Stories
- 1975 – Three Tales
- 1977 – Things Gone and Things Still Here
- 1979 – Collected Stories, 1939–1976
- 1981 – In the Red Room, published by Sylvester & Orphanos
- 1981 – Midnight Mass
- 1982 – Points in Time
- 1988 – Unwelcome Words: Seven Stories
- 1988 – A Distant Episode: Selected Stories
- 1988 – Call at Corazon
- 1989 – A Thousand Days for Mokhtar
- 1995 – The Time of Friendship Paul Bowles & Vittorio Santoro

#### Költészet
- 1933 – Two Poems
- 1968 – Scenes
- 1972 – The Thicket of Spring
- 1981 – Next to Nothing: Collected Poems, 1926–1977
- 1997 – No Eye Looked Out from Any Crevice

### Magyarul megjelent
- Oltalmazó ég (The Sheltering Sky) – Európa, Budapest, 1991  · ISBN 9630752956 · Fordította: Szilágyi Tibor

### Fordítások
- 1946 – No Exit by Jean-Paul Sartre
- 1952 – The Lost Trail of the Sahara by Roger Frison-Roche(wd)
- 1964 – A Life Full Of Holes by Driss Ben Hamed Charhadi(wd)[51] (Larbi Layachi)
- 1967 – Love with a Few Hairs by Mohammed Mrabet(wd)[52]
- 1969 – The Lemon by Mohammed Mrabet
- 1969 – M'Hashish by Mohammed Mrabet
- 1973 – For Bread Alone by Mohamed Choukri(wd)[49]
- 1973 – Jean Genet in Tangier by Mohamed Choukri
- 1974 – The Boy Who Set the Fire by Mohammed Mrabet
- 1975 – Hadidan Aharam by Mohammed Mrabet
- 1975 – The Oblivion Seekers by Isabelle Eberhardt(wd)
- 1976 – Look & Move On by Mohammed Mrabet
- 1976 – Harmless Poisons, Blameless Sins by Mohammed Mrabet
- 1977 – The Big Mirror by Mohammed Mrabet
- 1979 – Tennessee Williams in Tangier by Mohamed Choukri
- 1979 – Five Eyes by Abdeslam Boulaich(wd)[89], "Sheheriar and Sheherazade" by Mohamed Choukri, "The Half Brothers" by Larbi Layachi, "The Lute" by Mohammed Mrabet, and "The Night Before Thinking" by Ahmed Yacoubi(wd)[50]
- 1980 – The Beach Café & The Voice by Mohammed Mrabet
- 1982 – The Path Doubles Back by Rodrigo Rey Rosa(wd)[54]
- 1983 – The Chest by Mohammed Mrabet
- 1983 – Allal by Pociao
- 1984 – The River Bed by Rodrigo Rey Rosa, (a short story)
- 1985 – She Woke Me Up So I Killed Her — 16 authors' short stories from various languages
- 1986 – Marriage With Papers by Mohammed Mrabet
- 1986 – Paul Bowles: Translations from the Moghrebi by various authors
- 1988 – The Beggar's Knife by Rodrigo Rey Rosa
- 1989 – Dust on Her Tongue by Rodrigo Rey Rosa
- 1990 – The Storyteller and the Fisherman, CD by Mohammed Mrabet
- 1991 – The Pelcari Project by Rodrigo Rey Rosa
- 1991 – Tanger: Vues Choisies by Jellel Gasteli(wd)
- 1992 – Chocolate Creams and Dollars by various authors
- 2004 – Collected Stories by Mohammed Mrabet

### Utazás, önéletrajz és levelek
- 1957 – Yallah, text by Paul Bowles, photos by Peter W. Haeberlin (travel)
- 1963 – Their Heads are Green and Their Hands Are Blue (travel)
- 1972 – Without stopping (autobiography)
- 1990 – Two Years Beside The Strait (autobiography)
- 1991 – Days: Tangier Journal (autobiography)
- 1993 – 17, Quai Voltaire (autobiography of Paris, 1931,1932)
- 1994 – Photographs – "How Could I Send a Picture into the Desert?" (Paul Bowles & Simon Bischoff)
- 1995 – In Touch – The Letters of Paul Bowles (edited by Jeffrey Miller)
- 1997 – "Dear Paul - Dear Ned: The Correspondence of Paul Bowles and Ned Rorem"

### Szerkesztések
- 1984 – Paul Bowles Selected Songs (edited by Peter Garland)
- 1993 – Too Far from Home (edited by Daniel Halpern) ISBN 0-88001-295-1
- 1994 – The Portable Paul and Jane Bowles (edited by Millicent Dillon(wd))
- 1995 – Paul Bowles: Music (edited by Claudia Swan) ISBN 0-9648083-0-7
- 2000 – The Paul Bowles Reader (Peter Owen) ISBN 0-7206-1091-5
- 2001 – The Stories of Paul Bowles (Ecco) ISBN 0-06-621273-1
- 2002 – The Sheltering Sky, Let It Come Down, The Spider's House (Daniel Halpern, ed. Library of America) ISBN 1-931082-19-7
- 2002 – Collected Stories and Later Writings (Daniel Halpern, ed. Library of America) ISBN 1-931082-20-0
- 2010 – Travels: Collected Writings, 1950–93 (Mark Ellingham, ed. Sort of Books, London) ISBN 978-0-9560038-7-4

### Válogatott zenei kompozíciók és felolvasások
- 1984 – American Piano Music, Vol. I (Bennett Lerner, Piano), Etcetera Records, KTC 1019[97]
- 1986 – American Piano Music, Vol. II (Bennett Lerner, Piano), Etcetera Records, KTC 1036
- 1995 – Paul Bowles, A Musical Portrait (Irene Herrmann, Piano; Mark Brandenburg, Clarinet; Michael McGushin, Piano; Brian Staufenbiel, Tenor; Susan Waller, Flute; Roger Wiesmeyer, Oboe), KOCH International Classics, 3-7343-2H1
- 1995 – Paul Bowles, Migrations (HCD-Productions: Hermann Kretzschmar,[98] Catherine Milliken,[99] Dietmar Wiesner[100]), Largo Records, 5131[98][100]
- 1995 – Paul Bowles, An American in Paris, KOCH International, 3-1574-2
- 1995 – Paul Bowles, Baptism Of Solitude, Meta Records 9601. Bowles reads his own written works to sound scapes ("sound design") provided by Bill Laswell
- 1996 – The Music of Paul Bowles (Eos Orchestra), Catalyst Records/ BMG Classics, 09026-68409-2[64]
- 2016 – Paul Bowles: Complete Piano Works – Vol. 1 (Invencia Piano Duo: Andrey Kasparov(wd) & Oksana Lutsyshyn(wd)), Naxos Records/ American Classics, 8.559786[75][77][79][80][81]
- 2016 – Paul Bowles: Complete Piano Works – Vol. 2 (Invencia Piano Duo: Andrey Kasparov & Oksana Lutsyshyn), Naxos Records/ American Classics, 8.559787[76][77][83]

### Filmes fellépések és interjúk
- Paul Bowles in Morocco (1970), produced and directed by Gary Conklin(wd) 57 minutes
- Paul Bowles Across the Strait (1983), produced and directed by Eve M. Silvester 33 minutes
- "Paul Bowles": South Bank Show London Studios (1988), produced by ITV, directed by Melvyn Bragg(wd), 54 minutes
- In 1990 Bernardo Bertolucci adapted The Sheltering Sky(wd) into a film in which Bowles has a cameo role and provides partial narration. 132 minutes
- "Things Gone and Things Still Here" 1991, Directed by award winning BBC Filmmaker Clement Barclay. This film tries to decode the world of Paul Bowles in a one-hour documentary. Chicago Film festival winner.
- "Paul Bowles The Complete Outsider" 1993, by Catherine Hiller Marnow and Regina Weinreich(wd) 57 minutes.
- "Halfmoon" 1995, three stories by Paul Bowles, Frieder Schlaich and Irenve von Alberti. First Run Features, 91 minutes
- "Halbmond" 1995, German version of "Halfmoon", Frieder Schlaich and Irenve von Alberti. First Run Features, 90 minutes
- "Let It Come Down" 1998, Requisite Productions, Zeitgeist Films, pub. 72 minutes, not rated. – this film is likely the definitive portrait of the author late in life. Directed by Jennifer Baichwal(wd), includes footage of the final meeting between Bowles, William Burroughs, and Allen Ginsberg which took place in 1995 in New York. 72 minutes
- "Night Waltz" 2002, Owsley Brown Film of the music of Paul Bowles, with Phillip Ramey(wd) and an Interview with Jonathan Sheffer, conductor of the Eos Orchestra. 77 minutes
- The Cage Door Is Always Open, 2012}}

## További olvasnivalók

### Életrajzok és emlékiratok
- Paul Bowles: 2117 Tanger Socco, Robert Briatte (1989), ISBN 2-259-02007-0 The first biography of Paul Bowles (in French)
- An Invisible Spectator: A Biography of Paul Bowles, Christopher Sawyer-Laucanno (1989)
- You Are Not I: A Portrait of Paul Bowles, Millicent Dillon (1998)
- Paul Bowles: A Life, Virginia Spencer Carr (2004), ISBN 0-684-19657-3
- Isherwood, Bowles, Vedanta, Wicca, and Me, Lee Prosser (2001), ISBN 0-595-20284-5
- Paul Bowles, Magic and Morocco, Allan Hibbard (2004), ISBN 978-0-932274-61-8
- February House, Sherill Tippins (2005), ISBN 0-618-41911-X
- Paul Bowles by his Friends, Gary Pulsifer (1992), ISBN 0-7206-0866-X
- Second Son: an autobiography, David Herbert (1972), ISBN 0-7206-0272-6
- The Sheltering Sky, (movie edition) Bertolucci and Bowles (1990), ISBN 0-356-19579-1
- Here to Learn, Mark Terrill(wd) (2002), ISBN 1-891408-29-1
- Yesterday's Perfume, Cherie Nutting with Paul Bowles (2000), ISBN 0-609-60573-9
- "Tangier Love Story, Jane Bowles, Paul Bowles and Me", Carol Adman (2014), ASIN B00NMM642G